# Hervé Barulea

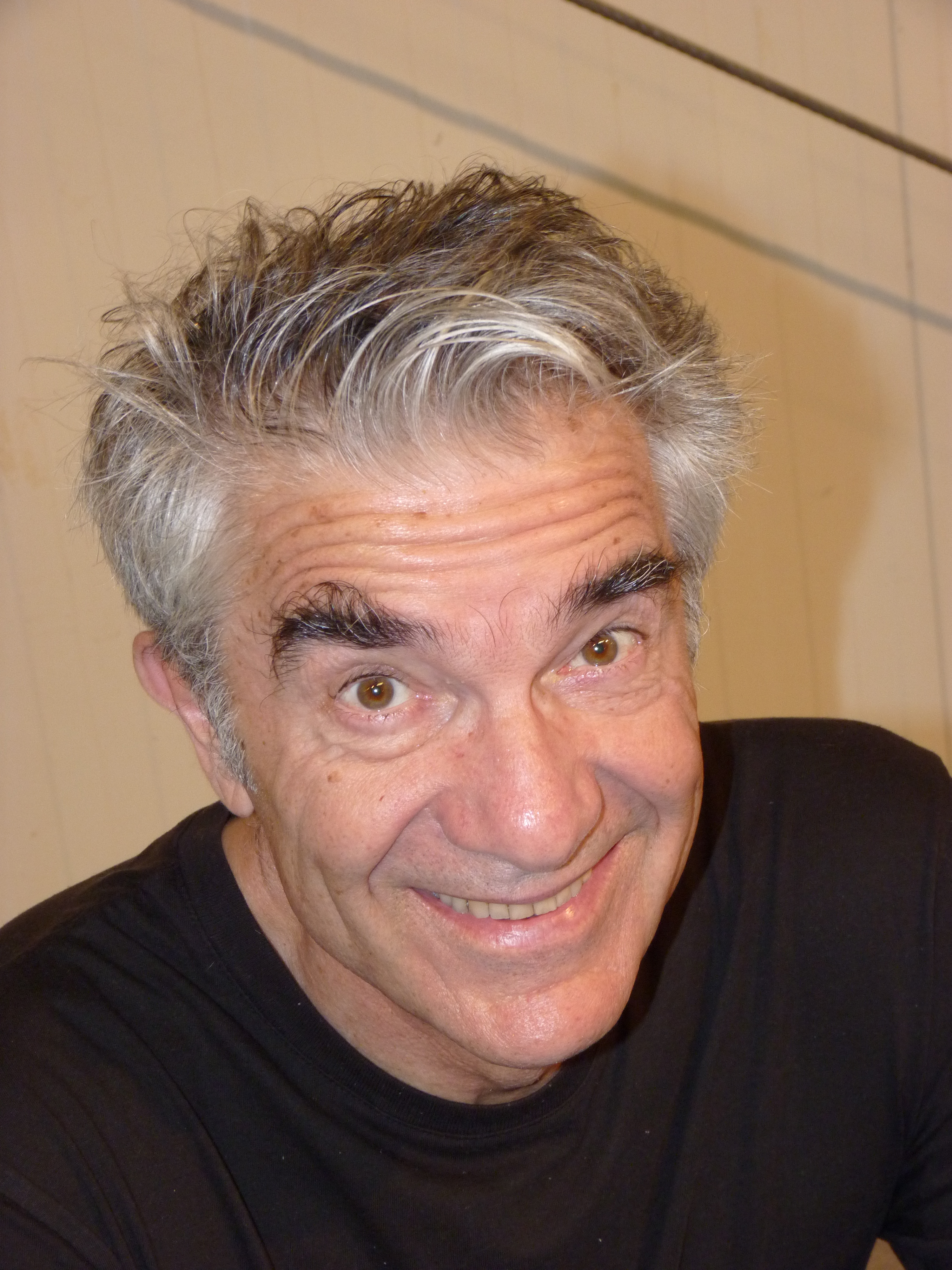
Hervé Barulea, 2012

Hervé Barulea (auch: Hervé Baruléa; * 29. Juli 1947 in Thil, Département Meurthe-et-Moselle in Lothringen), bekannt unter seinem Künstlernamen Baru, ist ein französischer Comiczeichner.

## Leben
Baru wuchs in Lothringen als Sohn einer Bretonin und eines italienischen Einwanderers auf. Sein Vater war Arbeiter, die Familie lebte in einfachen Verhältnissen. Baru entdeckte seine zeichnerischen Fähigkeiten erst spät. Nach einer Ausbildung zum Sportlehrer begann er in den 1970er Jahren mit dem Zeichnen von Comics. Den Beruf des Sportlehrers übte er noch bis zu Beginn der 1980er Jahre aus.

## Werdegang
Die ersten Veröffentlichungen des Autodidakten erschienen im Comicmagazin Pilote. Das erste Album, der erste Band der Reihe Quéquettes Blues, erschien 1984 und erhielt 1985 auf dem Internationalen Comicfestivals von Angoulême den Prix Alfred für das beste Debüt. Weitere Alben erschienen bei Dargaud und im Futuropolis-Verlag. Das Album Cours, camarade! (dt. „Lauf, Kumpel!“) erschien 1988, es ist die Geschichte um einen polnischstämmigen Franzosen und einen marokkanischen Einwanderersohn, die nach einer Nacht mit zwei Schwestern vor deren rassistischem Bruder und seinen Freunden quer durch Frankreich fliehen. Als Anhalter und mit gestohlenen Fahrzeugen erreichen die beiden schließlich Marseille, um dort mit einer Überfahrt nach Nordafrika Frankreich den Rücken zu kehren.
1991 erhielt Baru auf dem Comicfestival Angoulême den Prix Alph’Art für das beste Album für Le Chemin de l’Amérique (dt. „Der Champion“). Die Geschichte eines algerischen Boxers spielt um 1960 und wurde von Jean-Marc Thévenet mitgeschrieben. Der erfolgreiche Boxer gewinnt die französische Meisterschaft und wird Europameister. Wegen seiner Herkunft erlangt er trotz seiner sportlichen Erfolge keine Achtung und wird letztlich zum Spielball zwischen algerischen Freiheitskämpfern und französischen Politikern.

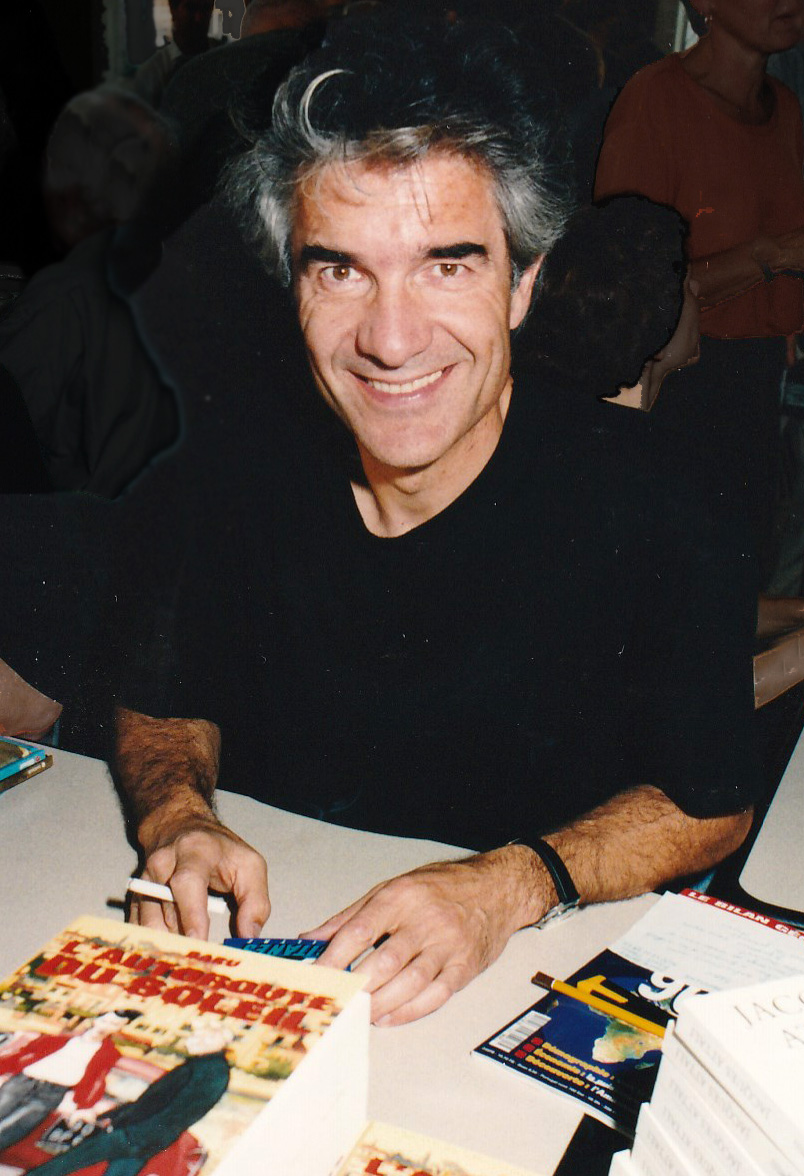
Barulea, 1995

Der japanische Manga-Verlag Kodansha begann 1991, nach westlichen Zeichnern zu suchen, die Comics für das Manga-Magazin Morning schaffen und damit das Angebot des Magazins erweitern sollten. Die Comics sollten jedoch an die japanischen Lesegewohnheiten angepasst sein, sie mussten im Vergleich zu europäischen Alben einen viel größeren Umfang haben, um in Einzelfolgen im Magazin veröffentlicht werden zu können. Auch Baru zählte zu den ausgewählten Künstlern und ging nach Japan, um dort die Motive aus Cours, camarade! für L’Autoroute du soleil aufzugreifen und zu erweitern. Er arbeitete von 1991 bis 1994 an der Geschichte, die mit ihren schwarz-weißen Zeichnungen auf 430 Seiten wieder eine Verfolgungsjagd quer durch Frankreich schildert. Die Hauptfiguren werden erneut von Rechtsradikalen verfolgt. Diese Geschichte endet jedoch nicht mit einer Abkehr von Frankreich, der Verfolger kommt in einem filmreifen Showdown ums Leben und die beiden Verfolgten kehren nach Hause zurück. Auf über 400 Seiten zeigt Baru einfühlsam die Entwicklung der beiden Hauptfiguren, die während der Flucht viel über sich und das Leben erfahren. Er greift etliche Manga-typische Stilmittel auf, so werden beispielsweise einzelne Szenen in kleinste Zeiteinheiten aufgeteilt, trotzdem war die Serie in Japan nicht erfolgreich. Die französische Übersetzung erschien 1995 bei Casterman und wurde 1996 mit dem Prix Alph’Art für das beste Album ausgezeichnet.
Mit Bonne Année (dt. „Schönes neues Jahr“) versuchte Baru 1999 erstmals einen Blick in die Zukunft und lässt den Comic zur Jahreswende 2014/2015 in Frankreich nach der Regierungsübernahme von Rechtsradikalen spielen. Von 1999 bis 2003 veröffentlichte er Les Années Spoutnik (dt. „Die Sputnik-Jahre“), eine vierbändige Reihe mit autobiografischen Anklängen um eine Kindheit im lothringischen Immigranten- und Arbeitermilieu Ende der 1950er Jahre. Sein Comic L’Enragé von 2004–2006 (dt. „Wut im Bauch“) greift erneut Motive einer früheren Veröffentlichung auf und erzählt vom Aufstieg eines Boxers polnischer Abstammung.
Zentrale Themen in Barus Werk sind Gewalt, Alltagssituationen im Arbeitermilieu, die Probleme von Einwanderern und Jugendlichen fremder Abstammung und die Gefahren rechtsextremer Denkweisen.

## Stil
Baru orientierte sich an José Antonio Muñoz und Jean-Marc Reiser und entwickelte dabei einen eigenständigen Zeichenstil, der sich vor allem durch die Darstellung der Personen auszeichnet. Breite Schultern beherrschen teilweise grotesk verformte Körper, die Gesichter sind stark typisiert, einer Karikatur ähnlich auf das Wesentliche reduziert. In Bewegung und Sprache verzerren Körper und Mimik stark. Hintergründe und Objekte sind detailliert und naturalistisch gezeichnet. Die Position der Sprechblasen variiert oft in Abhängigkeit zur Position des Akteurs, eine Sprechblase kann sich auch am unteren Panelrand oder zwischen zwei Panels befinden, ist aber immer in direkter Nähe zur Person. Baru nutzt nur wenige Bewegungslinien, Bewegung und Geschwindigkeit setzt er durch Perspektivenwechsel und ungewöhnliche Blickwinkel um. Oft zeigt ein Panel nur einen Ausschnitt oder ein einzelnes Detail und bremst damit bewusst die Dynamik.

## Auszeichnungen
- 2010: Grand Prix de la Ville d’Angoulême für sein Gesamtwerk
- 2013: Ritter des Ordre des Arts et des Lettres[1]

## Veröffentlichungen
- 1984 Quéquette Blues, Part Ouane, Dargaud
- 1985 La Piscine de Micheville, Dargaud
- 1985 La Communion du Mino, Futuropolis
- 1986 Quéquette Blues, Part Tou, Dargaud
- 1986 Quéquette Blues, Part Tri, Dargaud
- 1987 Vive la classe, Futuropolis
- 1988 Cours, camarade!, Albin Michel (dt. Lauf Kumpel, Carlsen, 1989)
- 1990 Le chemin de l'Amérique, Co-Autor Jean-Marc Thévenet, Albin Michel (dt. Der Champion, Carlsen, 1991)
- 1991 Roulez Jeunesse!, Albin Michel (Sammelband der drei „Quéquette Blues“-Alben)
- 1995 Le soleil dans la poche, Illustrationen, Text Thierry Lenain, Syros
- 1995 L'autoroute du soleil, Kodansha, Casterman 1995 (dt. Autoroute du soleil, Verlag bbb Edition Moderne, Zürich 2000, ISBN 3-907055-36-5; spätere Auflage: Carlsen, Hamburg 2007, ISBN 978-3-551-73789-2).
- 1997 Sur la route encore, Casterman (dt. Wieder unterwegs, Reprodukt, 2013)
- 1998 Bonne année, Casterman (dt. Schönes neues Jahr, Edition 52, Wuppertal 2012)
- 1999–2003 Les Années Spoutnik, Casterman (deutsch: Die Sputnikjahre, übersetzt von Martin Budde):

1. Le Pénalty, 1999 (dt. Der Elfmeter, Carlsen, 2002)
2. C'est moi le chef!, 2000 (dt. Ich bin der Anführer!, Carlsen, 2002)
3. Bip bip!, 2002 (dt. Biep-Biep, Carlsen, 2003)
4. Boncornards têtes-de-lard!, 2003 (dt. Wumm! Wumm! Haut sie alle um!, Carlsen, 2004)

Intégrale (Gesamtausgabe) Casterman 2009; dt. bei Reprodukt, Berlin 2012, ISBN 978-3-943143-10-2
- 2005 L’Enragé, Dupuis (deutsch: Wut im Bauch, übersetzt von Kai Wilksen und Uli Pröfrock, Edition 52, Wuppertal 2005 (Teil 1), ISBN 3-935229-40-7 und 2006 (Teil 2), ISBN 3-935229-50-X).
- 2009 Pauvres Zhéros, Casterman (dt. Elende Helden, Edition 52, 2009)
- 2010 Fais péter les basses, Bruno!, Futuropolis (dt. Hau die Bässe rein, Bruno!, Edition 52, 2011)
- 2012 Baru ici et là, Les Rêveurs (dt. Hier und Dort, Edition 52, 2017)
- 2013 Canicule, Casterman, nach einem Roman von Jean Vautrin (dt. Bleierne Hitze, Edition 52, 2013)
- 2015 The Four Roses, Zeichnungen von Jano, Editions Futuropolis
- 2019 Baru : Catalogue déraisonnable de son œuvre graphique, Le Pythagore
- 2020–2022 Bella Ciao, Futuropolis

1. 2020 (Uno) (dt. Edition 52, 2021)
2. 2021 (Due) (dt. Edition 52, 2023)
3. 2022 (Tre) (dt. Edition 52, 2024)

- 2023 Rodina, Futuropolis